# There She Goes (série de televisão)
There She Goes é uma série de televisão britânica de comédia dramática criada e escrita por Shaun Pye, baseada em suas próprias experiências com sua filha, que nasceu com um distúrbio cromossômico. A série é estrelada por David Tennant, Jessica Hynes, Edan Hayhurst e Miley Locke. Foi originalmente produzido pela Merman Television para a rede BBC.

## Elenco
- David Tennant como Simon Yates
- Jessica Hynes como Emily Yates
- Edan Hayhurst como Ben Yates
- Miley Locke como Rosie Yates
- Yasmine Akram como Helen
- Ben Willbond como Chris
- Maya Kelly como Ellie
- Nigel Planer como Gandalf Pat
- Philip Jackson como Vovô John
- Serena Evans como Vovó Cath
- Jo Cameron Brown como Nana Anne
- Justin Edwards como Barney
- Amber Aga como Katrina
- Joseph Harmon como Jamie
- Michael Gould como Dr Pritchard
- Gregor Fisher como Bill Yates (2° temporada)

## Episódios
| Temporada | Temporada | Episódios | Episódios | Originalmente exibido | Originalmente exibido |
| Temporada | Temporada | Episódios | Episódios | Estreia da temporada  | Final da temporada    |
| --------- | --------- | --------- | --------- | --------------------- | --------------------- |
|           | 1         | 5         | 5         | 16 de outubro de 2019 | 13 de noembro de 2018 |
|           | 2         | 5         | 5         | 9 de julho de 2020    | 6 de agosto de 2020   |

## Lançamento
Um pequeno trailer do programa foi lançado no site da BBC em 5 de outubro de 2018. A primeira temporada da série estreou na BBC Four no Reino Unido, de 16 de outubro a 13 de novembro de 2018. Está disponível no Estados Unidos e Canadá no serviço de streaming Britbox.

## Recepção
No Rotten Tomatoes, a série de televisão detém um índice de 82% de aprovação, com base em 11 críticas, com nota média de 8/10. O consenso crítico do site diz: "There She Goes é uma exploração gentilmente alegre e comovente de uma unidade familiar fazendo o melhor para lidar com a deficiência, oferecendo uma visão madura sobre o assunto, juntamente com performances adoráveis".

### Prêmios e indicações
| Ano  | Prêmio                  | Categoria                     | Nomeado(s)     | Resultado | Ref.  |
| ---- | ----------------------- | ----------------------------- | -------------- | --------- | ----- |
| 2019 | BAFTA TV Award          | Melhor Performance de Comédia | Jessica Hynes  | Venceu    | [ 5 ] |
| 2019 | RTS Scotland            | Diretor de televisão do ano   | Simon Hynd     | Venceu    | [ 6 ] |
| 2021 | Emmy Internacional 2021 | Melhor Série Dramática        | There She Goes | Indicado  |       |
| 2024 | Emmy Internacional 2024 | Melhor Atriz                  | Jessica Hynes  | Indicado  |       |